# Morna (cheval)
Pour les articles homonymes, voir Morna (homonymie).
Le Morna (ourdou : گرم / Morna) est une race de chevaux de selle originaire des districts de Faisalabad et Okara Tehsil (en), dans la province du Pendjab, au Pakistan. Très proche du Siaen, il est certainement comme lui d'ascendance arabe. La beauté de son encolure arquée est réputée. Cette race est vraisemblablement rare.

## Histoire
Le Morna n'est pas mentionné dans la base de données DAD-IS. En revanche, l'encyclopédie de Bonnie Lou Hendricks (Université d'Oklahoma, 2007) cite le Morna comme étant une lignée de la race Unmol. De même, celle de CAB International (2016) renvoie l'entrée « Morna » à l'article de l'Unmol.  L'encyclopédie de Delachaux & Niestlé (2014) lui consacre une entrée séparée.
Cette race descend vraisemblablement de l'Arabe ; en effet, la plupart des chevaux indigènes pakistanais ont été influencés par l'Arabe.
En 2004, le chercheur M. S. Khan du département d'agriculture de l'université de Faisalabad (en) cite le Morna parmi les dix races ou lignées de chevaux recensées au Pakistan.

## Description
D'après le guide Delachaux, reprenant les données d'un site web d'agriculture pakistanais, le Morna toise de 1,40 m à 1,50 m au garrot. Il est très proche du Siaen, bien que plus grand de taille,.
Le modèle, de taille moyenne, est compact,.
La tête est petite, allongée, et surmontée d'oreilles d'une longueur moyenne, légèrement incurvées à leur extrémité. L'encolure, fine et bien développée, incurvée, est réputée pour sa beauté,. Le poitrail est large,. Les membres sont fins et longs,, terminés par des pieds ronds. Crinière et queue sont longues et soyeuses, cette dernière étant longue et fine.
Les robes les plus fréquentes sont le bai, l'alezan et le noir,.

## Utilisations
Ces chevaux sont destinés aux sports équestres locaux, et essentiellement montés.

## Diffusion de l'élevage

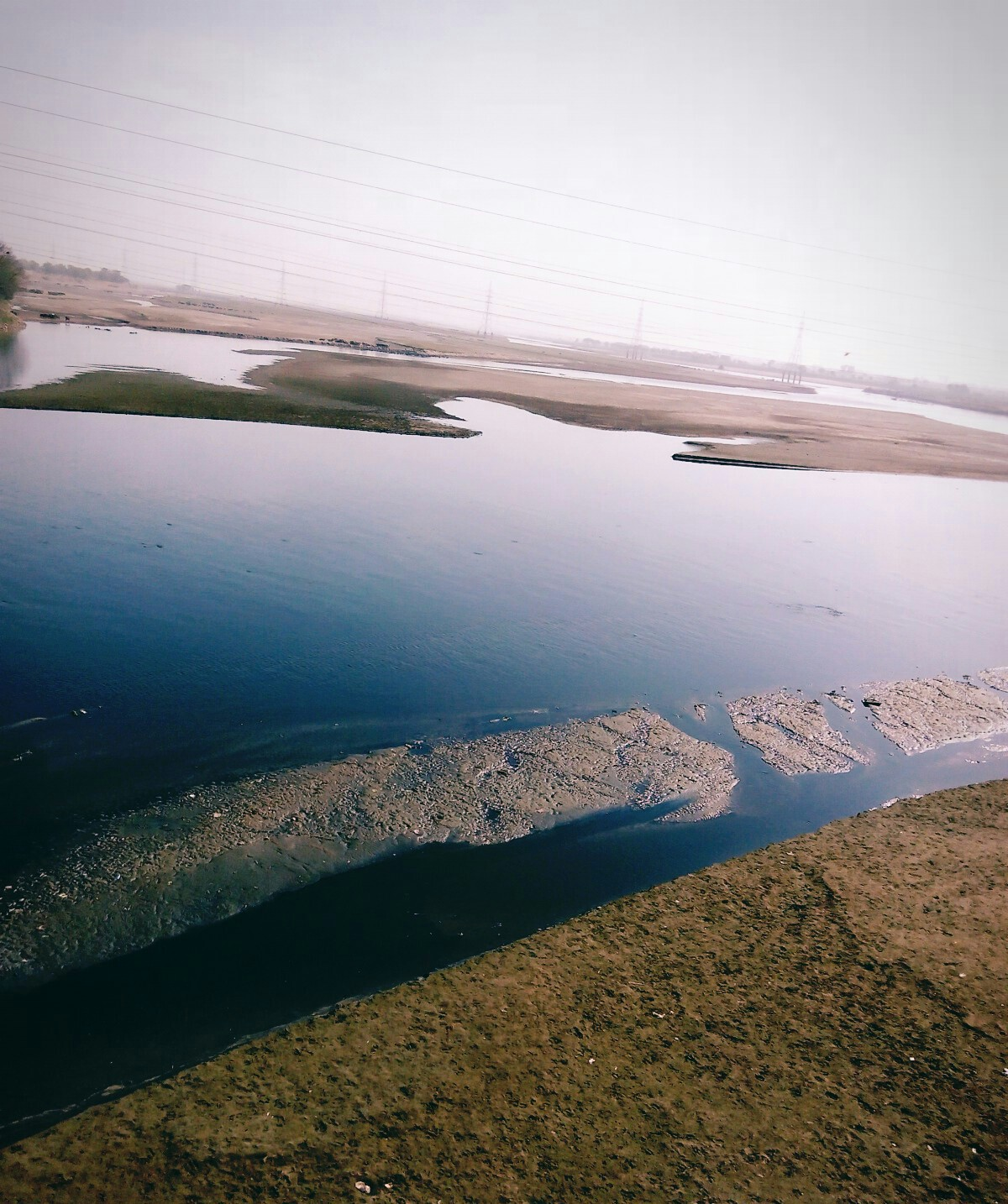
La vallée de la rivière Ravi au Pakistan, berceau de la race Morna

Le Morna est considéré comme l'une des races de chevaux indigènes du Pakistan. Plus précisément, son berceau se trouve dans la vallée de la rivière Ravi, dans les régions de Faisalabad et Okara Tehsil (en), dans le Pendjab,. Son élevage est perpétué par diverses familles pakistanaises.
En 2004, il n'existait ni estimation de la population, ni données de tendance connue en matière d'élevage. L'étude menée par Rupak Khadka de l'Université d'Uppsala, publiée en août 2010 pour la FAO, ne signale pas le Morna.
Le Morna est vraisemblablement une race rare.